# Ofenzíva v Antilibanonu
Ofenzíva v Antilibanonu (též Ofenzíva v Kalamúnu, Bitva o Kalamún z anglického Qalamoun offensive) byl útok libanonské armády, syrské armády a radikálního libanonského hnutí Hizballáh proti jednotkám Islámského státu a organizaci Džabhat Fatah aš-Šám, dříve známé jako Fronta al-Nusrá. Ofenzíva se odehrávala v severovýchodní části pohoří Antilibanon, známé též jako Kalamún.
První část ofenzívy, kdy Hizballáh společně se Syrskými ozbrojenými silami vytlačil organizaci Džabhat Fatah aš-Šám z Libanonu a příhraničních oblastí v Sýrii, začala 21. července a skončila 27. července 2017, kdy Hizballáh a radikálové vyhlásili příměří. Radikálové následně se svými rodinami odjeli do severní Sýrie.
Druhá část ofenzívy začala 19. srpna a skončila 27. srpna 2017. Do této ofenzívy se zapojila i libanonská armáda, která s radikály z Islámského státu bojovala na libanonské straně. Na syrské straně zatím s radikály bojovala syrská armáda s podporou Hizballáhu. Ofenzíva skončila opět příměřím a dohodou mezi Hizballáhem a Islámským státem o umožnění evakuace radikálů do východní Sýrie. Radikálové se následně evakuovali, nicméně jejich konvoj se o několik dní později ocitl pod palbou Spojených států.
Islámský stát a Fronta al-Nusrá důsledkem této ofenzívy přišly o svá jediná území v Libanonu a jejich činnost v této zemi tak po čtyřech letech skončila.